# XXXVI symfonia (KV 425)
XXXVI Symfonia C-dur (KV 425) − symfonia skomponowana przez Wolfganga Amadeusa Mozarta w drodze do Wiednia z Salzburga w 1783. Zwana Linzką.

## CzęściSymfonii
1. Adagio, 3/4 — Allegro spiritoso, 4/4
2. Andante, 6/8
3. Menuetto, 3/4
4. Finale (Presto), 2/4

## Skład orkiestry
- 2 oboje
- 2 fagoty
- 2 rogi
- trąbki
- kotły
- kwintet smyczkowy